# Karangwaru (Plupuh)
Karangwaru is een bestuurslaag in het regentschap Sragen van de provincie Midden-Java, Indonesië. Karangwaru telt 2720 inwoners (volkstelling 2010).